# Grant, Quận Shawano, Wisconsin
Grant là một thị trấn thuộc quận Shawano, tiểu bang Wisconsin, Hoa Kỳ. Năm 2010, dân số của thị trấn này là 963 người.